# Under a Blood Red Sky
| Recensione    | Giudizio       |
| ------------- | -------------- |
| Ondarock      | Pietra miliare |
| AllMusic      |                |
| Rolling Stone |                |

Under a Blood Red Sky è il primo album dal vivo del gruppo musicale irlandese U2, pubblicato nel 1983. In parallelo uscì una VHS col titolo di Live at Red Rocks: Under a Blood Red Sky che documenta parzialmente il concerto tenuto dal gruppo al Red Rocks Amphitheatre di Morrison in Colorado.

## Brani
È costituito da esibizioni dal vivo tratte da tre concerti durante il "War Tour": Denver (Colorado), Boston (Massachusetts) e Sankt Goarshausen (Germania).

## Titolo
Il titolo dell'album è tratto da una strofa contenuta nel singolo New Year's Day, dall'album War.

## Tracce
Lato A
Testi e musiche di Bono Vox.
1. Gloria – 4:45
2. 11 O'Clock Tick Tock – 4:43
3. I Will Follow – 3:47
4. Party Girl – 3:08

Lato B
1. Sunday Bloody Sunday – 5:17
2. The Electric Co. – 5:23
3. New Year's Day – 4:36
4. 40 – 3:43

- Gloria e Party Girl sono state registrate al Red Rocks Amphitheatre, Colorado, Stati Uniti, il 5 giugno 1983.
- 11 O'Clock Tick Tock è stata registrata a Boston, Massachusetts, Stati Uniti, il 6 maggio 1983.
- Le rimanenti tracce sono state registrate a St. Goarshausen, Germania, il 20 agosto 1983.

## Formazione
- Bono - voce
- The Edge - chitarra, pianoforte, cori, basso (40)
- Adam Clayton - basso, chitarra (40)
- Larry Mullen Jr. - batteria